# بند شرابدار
بند شرابدار یکی از بناهای مجموعه بناهای آبی تاریخی شوشتر است که در مسیر نهر رقط قرار دارد که نهر رقط در نهایت به رود گرگر سرازیر می‌شود. پیشینه ساخت این بند همانند دیگر بناهای آبی تاریخی شوشتر، به دورهٔ ساسانیان باز می‌گردد. این اثر در تاریخ ۵ آذر ۱۳۸۰ با شمارهٔ ثبت ۴۲۱۸ به‌عنوان یکی از آثار ملی ایران به ثبت رسیده‌است. همچنین این بند به همراه ۱۵ اثر تاریخی دیگر شوشتر به صورت یکجا در نشست سالانه کمیته میراث جهانی یونسکو در ۲۶ ژوئن ۲۰۰۹ (۵ تیرماه ۱۳۸۸) در شهر سویل اسپانیا، با احراز معیارهای ۱، ۲ و ۵ با عنوان نظام آبی تاریخی شوشتر به عنوان دهمین اثر ایران در فهرست میراث جهانی یونسکو با شماره ۱۳۱۵ به ثبت رسید.
بند شرابدار در جنوب شهر شوشتر و بر روی شاخه‌ای از نهر داریون موسوم به نهر رقت یا اودلازین به صورت شرقی-غربی قرار گرفته است. نهر رقت که از انشعابات نهر داریون است بعد از گذر از پخشاب داریون یعنی بند خاک به پل بند لشکر رسیده و با عبور از آن و بعد از گذر از چند بخش به بند شرابدار می‌رسد. این سازه را بین دو بنای آبی مهم پل بند لشکر و بند خداآفرین قرار دارد و در ضلع جنوبی آن قسمتی از حصار شهر قرار گرفته است.
بند شرابدار با دو انحناء در ضلع شرقی و غربی به طول ۳۵ متر، عرض ۲ متر و ارتفاع ۱ متر می‌باشد؛ که دپوی نخاله‌های ساختمانی در پای اثر، قسمت‌های زیادی از آن را در زیر خود مدفون نموده است. مصالح بکار رفته در بند شامل سنگ لاشه و ملات ساروج است ساختار زیر بند ماسه‌سنگ یکپارچه می‌باشد که بند بر روی آن قرار گرفته است. بدنه بند شرابدار به‌وسیله ملات ساروج پلاستر شده است که همین امر باعث پیشگیری از فرسایش به‌ویژه هوازدگی اثر گردیده است.
این بند با بالا آوردن سطح آب به‌منظور سیراب کردن قسمتی از اراضی کشاورزی و باغ‌های اطراف کاربری داشته است. نام شرابدار بر روی آن به‌واسطه باغ‌های انگوری است که در اطراف بند بوده است.